# Bécassine de Wilson
Gallinago delicata
Espèce
Statut de conservation UICN

 LC  : Préoccupation mineure
La Bécassine de Wilson (Gallinago delicata) est une espèce d'oiseaux limicoles d'Amérique du Nord de la famille des scolopacidés.

## Nomenclature
Son nom est dédié à l'ornithologue Alexander Wilson (1766-1813).

## Description
Il s'agit d'un oiseau au long bec fin et droit, dont la silhouette est très caractéristique. Son plumage brun, gris et rouille, présente des raies blanches sur le dos. La poitrine et la tête sont rayées, alors que le ventre est blanc.

## Voix
Au printemps (surtout le matin et au crépuscule), des hou-hou-hou-hou-hou-hou vibrants sont produits par le froissement du vent dans les plumes du mâle et de la femelle en parade aérienne alors que les deux partenaires se laissent littéralement tomber en piqué vers le sol.

## Habitat de nidification

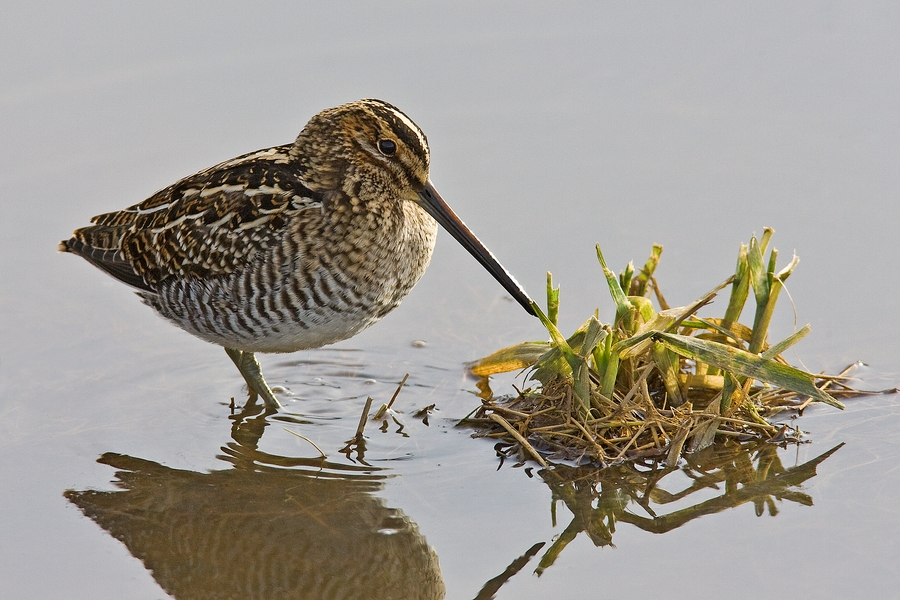
Une bécassine de Wilson en Colombie-Britannique

Cette espèce se reproduit dans les champs, les pâturages humides ou inondés, les marais d'eau douce et les tourbières.

## Nid
Le nid est construit dans une dépression à même le sol avec les tiges de plantes, des herbes et de la mousse.

## Alimentation
Cet oiseau consomme des lombrics, des larves d'insectes et des crustacés.